# Fire OS

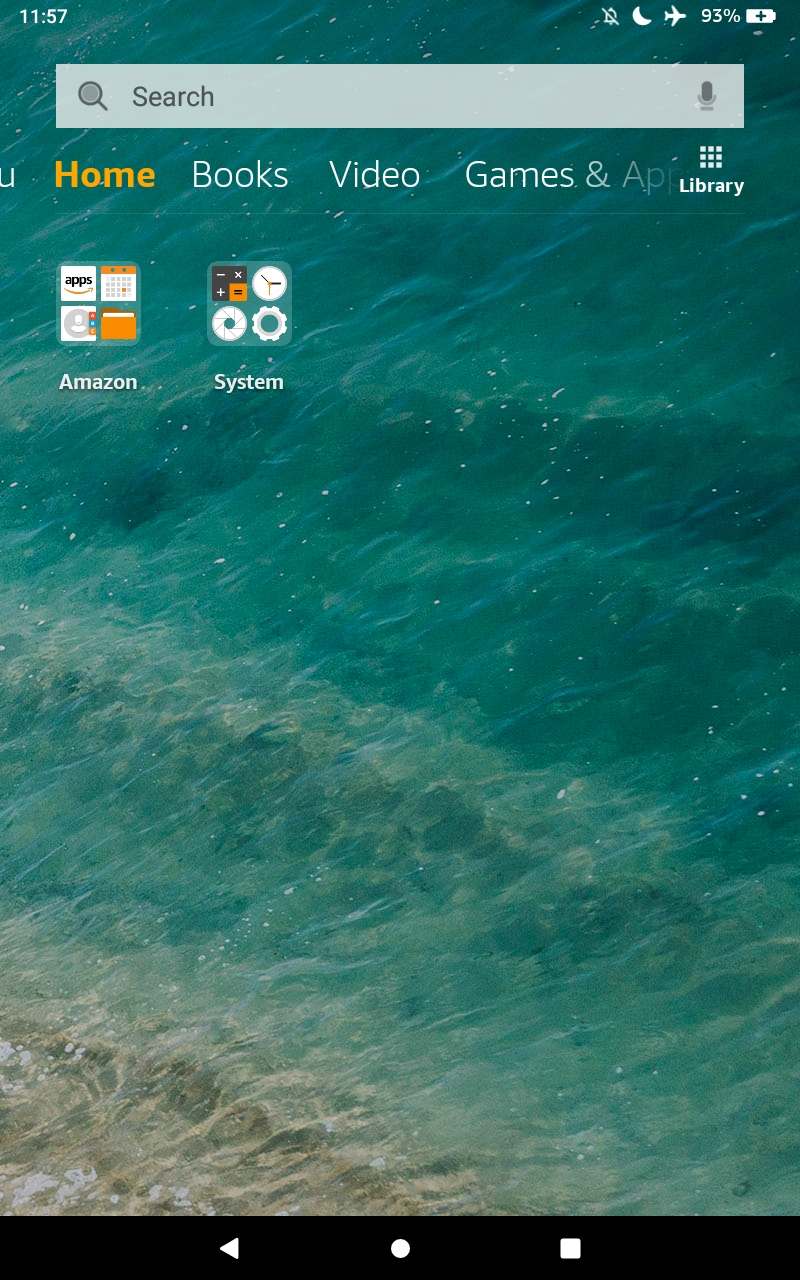
Imagem ilustrativa

FireOS é um sistema operacional, baseado no Android, sendo bifurcado desse, produzido pela Amazon.com para seu telefone Fire Phone, Kindle Fire e outros dispositivos de distribuição de conteúdo, como Fire TV. FireOS centra principalmente sobre o consumo de conteúdo, com um interface do usuário personalizada e laços pesados a conteúdo disponível a partir das próprias lojas e serviços da Amazon.

## Características
FireOS usa uma interface de usuário personalizada projetada para promover de forma destacada o conteúdo disponível por meio de serviços da Amazon, como a Amazon Appstore, Amazon Video, Amazon MP3, e Kindle Store. Sua tela inicial apresenta um carrossel de conteúdo e aplicativos acessados recentemente, com uma "prateleira favoritos" de aplicativos fixadas diretamente abaixo dele. Seções são fornecidos para diferentes tipos de conteúdo, tais como aplicativos, jogos, músicas, livros áudio e vídeo, entre outros. Uma função de pesquisa permite aos usuários pesquisar através de sua biblioteca de conteúdo local ou lojas da Amazon. Da mesma forma para Android, deslizando a partir do topo da tela expõe configurações rápidas e notificações. FireOS também fornece integração com Goodreads, Facebook e Twitter. X-Ray também está integrado nas suas funções de reprodução, permitindo que os usuários acessem informações suplementares sobre o que eles estão vendo atualmente. No Kindle Fire HDX e Fire Phone, uma função adicional chamada "Mayday" permite que os usuários se conectar diretamente a um agente de apoio à assistência através de uma via vídeo chat. Amazon afirma que a maioria das chamadas Mayday seriam respondidas dentro de 15 segundos. O sistema operacional possui um sistema de usuário, juntamente com Kindle FreeTime, um conjunto de controles dos pais que permitem aos pais definir limites de tempo para a utilização de certos tipos de conteúdo. FireOS 4 adiciona suporte para perfis para permitir dispositivos de partilha entre vários utilizadores, Advanced Streaming e Previsão que prevê os meios de comunicação o usuário irá assistir e prepara a reprodução, inteligente Suspender que salva a digitalização da bateria e do item Firefly como encontrado em o incêndio de telefone.